# Клаус Пепенмеллер
Клаус Пепенмеллер (нім. Klaus Paepenmöller; 25 лютого 1918, Білефельд — 6 березня 1944, Норвезьке море) — німецький офіцер-підводник, оберлейтенант-цур-зее крігсмаріне.

## Біографія
3 квітня 1937 року вступив на флот. З червня 1940 року — писар і 1-й вахтовий офіцер в командуванні з випробування загороджень. З березня 1941 року служив на важкому крейсері «Лютцов». З вересня 1941 по квітень 1942 року пройшов курс підводника, після чого був переданий в розпорядження 3-ї флотилії. З червня 1942 року — 1-й вахтовий офіцер на підводному човні U-134. В лютому-березні 1943 року пройшов курс командира човна. З 15 квітня 1943 року — командир U-973, на якому здійснив 2 походи (разом 17 днів у морі). 6 березня 1944 року U-973 був потоплений в Норвезькому морі північно-західніше Нарвіка (70°04′ пн. ш. 05°48′ сх. д.) реактивними снарядами бомбардувальника «Свордфіш» з британського ескортного авіаносця «Чейсер». 2 члени екіпажу врятовані, 51 (включаючи Пепенмеллера) загинули.

## Звання
- Кандидат в офіцери (9 квітня 1937)
- Морський кадет (21 вересня 1937)
- Фенріх-цур-зее (1 травня 1938)
- Оберфенріх-цур-зее (1 липня 1939)
- Лейтенант-цур-зее (1 серпня 1939)
- Оберлейтенант-цур-зее (1 вересня 1941)